# Franz Spiess

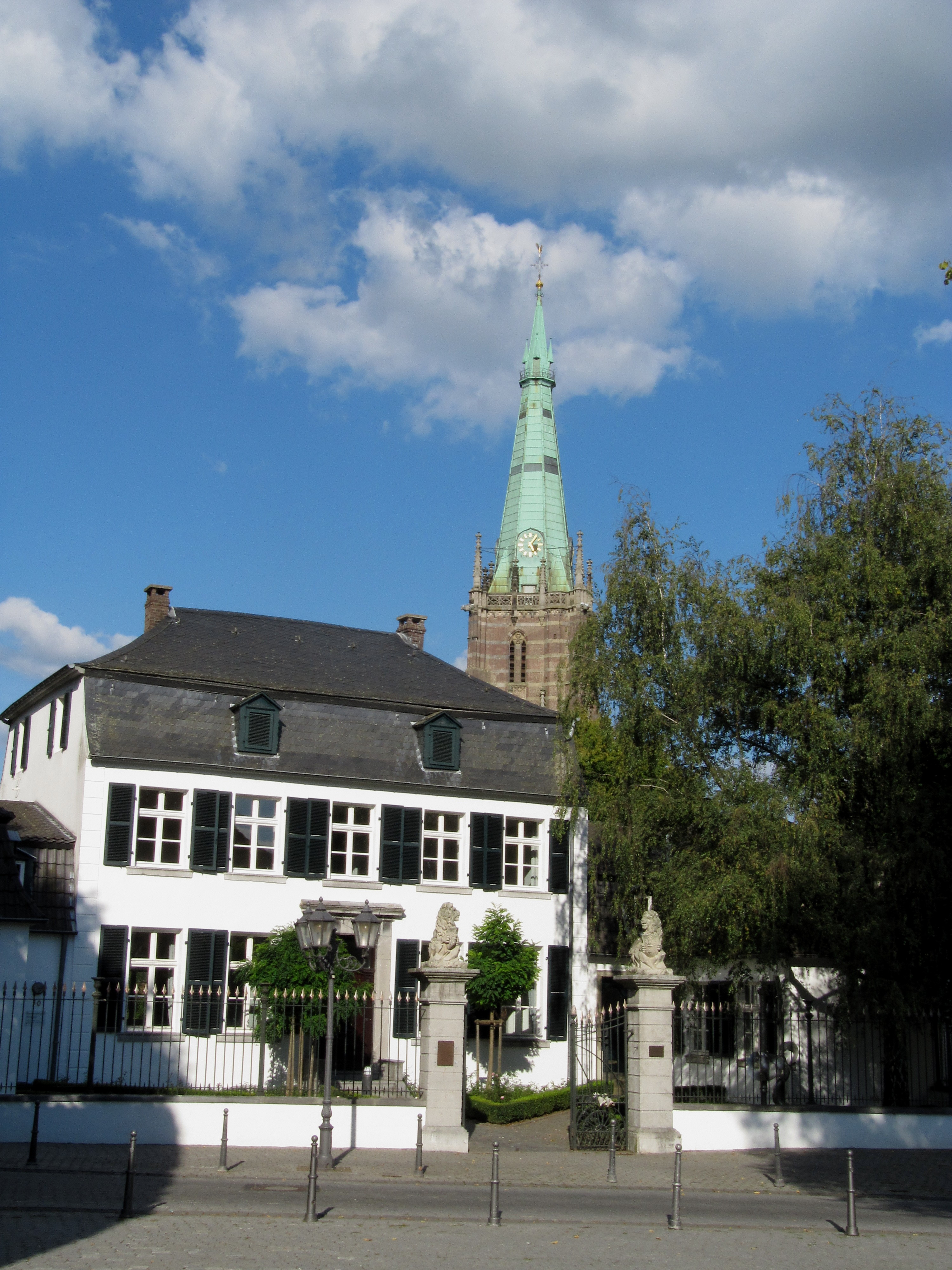
Haus Spiess in Erkelenz

Franz Joseph Carl Winand Spiess (* 10. September 1811 in Erkelenz; † 12. Oktober 1895 ebenda) war ein preußischer Kommunalpolitiker, der 1884/1885 auftragsweise die Leitung des Landratsamtes des Kreises Erkelenz wahrnahm.

## Leben
Der Katholik Franz Spiess war der Sohn des Domänen-Empfängers Johann Joseph Spiess und dessen Ehefrau Louise Spiess, geb. Dreling. Nach dem Tod des Landrats Adolph Dombois wurde er für den Zeitraum vom 29. Oktober 1884 bis zum 17. Februar 1885 als Kreisdeputierter auftragsweise mit den Amtsgeschäften des Landrats des Kreises Erkelenz betraut. Spiess lebte als Rentner in Erkelenz. Er wohnte im 1806 von seinem Vater erbauten "Haus Spiess". Dieses ist heute Ausstellungshaus und steht unter Denkmalschutz.

## Familie
Franz Spiess war verheiratet mit Josephina Lucas (geboren um 1810 in Kleingladbach; gestorben am 11. Januar 1894 in Erkelenz), einer Tochter des Ackerers Franz Lucas und dessen Ehefrau Johanna Katharina Lucas, geborene Hermanns aus Kleingladbach.